# Hippo Records
Hippo Records is een platenlabel opgericht in 1994 te Accra, Ghana en Amsterdam. Het label heeft een eigen studio, en eigen boekings-agentuur voor haar artiesten en een eigen grafische ontwerpstudio. Bekende artiesten bij dit label zijn onder andere de 'keizer van het Jiddische lied' Leo Fuld, de Ghanese zanger Atongo Zimba, singer/songwriter Jimmy Omonga uit Congo, de groep Senta Lain uit Kenia, de Nederlandse boogaloo-formatie Juicebox, Ya Tatchi, Majid Bekkas en Jacqueline Taieb.
Het label werd in 1994 in Ghana opgericht, maar heeft sinds 1997 zijn hoofdkantoor in Amsterdam-West gevestigd. De eerste Nederlandse release was het loflied van Leo Fuld op het Oranjehuis en koningin Beatrix, God zegen Nederland.
Fuld zong het lied enkele weken voor zijn overlijden in aanwezigheid van de koninklijke familie tijdens Koninginnedag 1997 in Marken. In 2008 kozen de lezers van de Amsterdamse Staatskrant dit lied als 'het officieel afscheidslied' bij de verwachte troonswisseling.
Postuum bracht Hippo Records de cd The Legend van Fuld uit, waarbij 'de keizer van het Jiddische lied' zijn grote hits in oriëntaalse stijl presenteerde. Hippo Records vestigde daarmee haar naam als fusion-platenlabel.